# 22-й отдельный аэросанный батальон
22-й отдельный аэросанный батальон — воинская часть вооружённых сил СССР в Великой Отечественной войне. За время войны существовало два формирования батальона.

## 1-е формирование
Батальон сформирован в декабре 1941 года в Кирове.
В составе действующей армии с 15 февраля 1942 по 10 апреля 1942 года
Транспортный батальон, на вооружении батальона состояли аэросани НКЛ-16.
С середины февраля 1942 года по начало апреля 1942 года принимал участие в боевых действиях близ Киришского плацдарма на реке Волхов. В задачи батальона входили перевозка лыжно-десантных частей, подвоза действующим войскам боеприпасов, продовольствия, горюче-смазочных материалов, эвакуация раненых с поля боя, патрульная служба и служба связи в тылу войск.
В апреле 1942 года выведен в резерв и отправлен в Соликамск, где в июне 1942 года был расформирован.

### Подчинение
| Дата            | Фронт (округ)           | Армия     | Корпус | Дивизия | Бригада | Примечания |
| --------------- | ----------------------- | --------- | ------ | ------- | ------- | ---------- |
| 01.03.1942 года | Волховский фронт        | 4-я армия | -      | -       | -       | -          |
| 01.04.1942 года | Волховский фронт        | 4-я армия | -      | -       | -       | -          |
| 01.05.1942 года | Уральский военный округ | -         | -      | -       | -       | -          |
| 01.05.1942 года | Уральский военный округ | -         | -      | -       | -       | -          |

## 2-е формирование
Батальон сформирован в октябре 1942 года в Соликамске на основании директивы №731087 заместителя наркома обороны генерал-полковника Щаденко Е.А..
В составе действующей армии с 7 ноября 1942 года по 30 апреля 1944 года. Выполнял функции транспортного аэросанного батальона в полосе 32-й армии близ Медвежьегорска, Повенеца, Сегежи зимой 1942—1943 и 1943—1944 годов.
На вооружении батальона состояли аэросани НКЛ-16.
Летом 1944 года был расформирован.

### Подчинение
| Дата            | Фронт (округ)           | Армия      | Корпус | Дивизия | Бригада | Примечания |
| --------------- | ----------------------- | ---------- | ------ | ------- | ------- | ---------- |
| 01.11.1942 года | Уральский военный округ | -          | -      | -       | -       | -          |
| 01.12.1942 года | Карельский фронт        | -          | -      | -       | -       | -          |
| 01.01.1943 года | Карельский фронт        | 32-я армия | -      | -       | -       | -          |
| 01.02.1943 года | Карельский фронт        | 32-я армия | -      | -       | -       | -          |
| 01.03.1943 года | Карельский фронт        | 32-я армия | -      | -       | -       | -          |
| 01.04.1943 года | Карельский фронт        | 32-я армия | -      | -       | -       | -          |
| 01.05.1943 года | Карельский фронт        | 32-я армия | -      | -       | -       | -          |
| 01.06.1943 года | Карельский фронт        | 32-я армия | -      | -       | -       | -          |
| 01.07.1943 года | Карельский фронт        | 32-я армия | -      | -       | -       | -          |
| 01.08.1943 года | Карельский фронт        | 32-я армия | -      | -       | -       | -          |
| 01.09.1943 года | Карельский фронт        | 32-я армия | -      | -       | -       | -          |
| 01.10.1943 года | Карельский фронт        | 32-я армия | -      | -       | -       | -          |
| 01.11.1943 года | Карельский фронт        | 32-я армия | -      | -       | -       | -          |
| 01.12.1943 года | Карельский фронт        | 32-я армия | -      | -       | -       | -          |
| 01.01.1944 года | Карельский фронт        | 32-я армия | -      | -       | -       | -          |
| 01.02.1944 года | Карельский фронт        | 32-я армия | -      | -       | -       | -          |
| 01.03.1944 года | Карельский фронт        | 32-я армия | -      | -       | -       | -          |
| 01.04.1944 года | Карельский фронт        | 26-я армия | -      | -       | -       | -          |

## Состав
- В батальоне три аэросанные роты, в каждой по три взвода, в каждом из взводов по три машины.

## Командиры
- капитан Лепёшкин Иван Власович, 1-е формирование, на декабрь 1941 года